# キャンパスノート
『キャンパスノート』は、TBS系列で1996年1月12日から3月22日に放送された日本のテレビドラマ。架空の大学である青南大学を舞台として、主人公鶴岡はるかの入学から卒業3年後までの成長を描く。

## あらすじ
青南大学入学式。期待に胸膨らませるはるかだったが、パッとしないクラスの面々や、恋愛経験が乏しく、男性に対してうまく立ち振舞えない自分に、理想とのギャップを知る。三浦に惹かれ、サークルはプロスポーツクラブに入ることに決めた。三浦はなぜかはるかが気になるようである。三浦との初デートの顛末や、同じく三浦を狙う抄子との争いなどを経験し、はるかは傷付く。大学内で商売に励む大一とは、入学式以来何かと会う機会があり、はるかは打ちのめされるたびによく大一から助言をもらっていた。大一は借金返済のメドが立たず、広子の両親に広大を養子に出されてしまう。父親としての無力さにさいなまれるが、事情を知るはるかや旧友の三浦には虚勢を張る。三浦は結局抄子に取られてしまう。修造は自分の講義の学生の菊島が、学費を稼ぐために水商売をしていることを偶然知り、代わりに家庭教師の仕事を紹介した。
イブの夜、はるかには一緒に過ごす相手がいなかったが、大一が「ボランティア」で誘う。はるかと大一は、修造が菊島と腕を組んで歩いてくるのに出くわす。修造の秘密の露呈は、家庭に小さからぬ波風を立てる。はるかは騒動の張本人である菊島に会いに行き、別れを促そうとするが、逆に菊島のどうにもならない感情の吐露を受け、どうしたらいいのかわからなくなる。父親を不潔と断じるはるかに大一は人を好きになる気持ちを説くが、はるかが広大のことを口にし、大一は痛いところを突かれ、二人は絶交状態になる。しかし、大一の言葉は、はるかが修造を父親としてでなく、一人の人間として、その心情を思い量るきっかけとなった。修造は父親である自分、自身の年齢を考え抜いた末、新しい春のある日、菊島と別れた。修造の切り出した話に、はるかは自分を抜きにしてなおも思い続ける愛情があることを初めて知る。その日の夜遅く、はるかは今まで自分の心のよりどころとして陰から支え続けてくれた人のところへとかけ出す。大一は部屋のドアを開け迎え入れ、二人は結ばれる。
はるかは掃除や料理に大一のために尽くせる喜びで一杯だが、大一は渋い表情。突然、広大が養子先からいなくなったという知らせが入る。大一が心当たりを探すと広大は見付かったが、大一が再び広大を育てることを広子の両親は認めようとはしない。はるかはなんとか大一の力になりたいと思い、広子の実家を訪ねるが、年端もいかない赤の他人であり、当然取り付く島もない。追い打ちをかけるように大一に勝手な行動を咎められる。大一のためを思ってした行動は、むしろ大一のお荷物になっていた。数日後、大一ははるかに一方的な別れを告げ、先輩の会社に誘われたと言って引っ越していった。卒業の季節、三浦は大学を去る。はるかは抄子とずっと口をきいていなかったが、三浦と別れたと聞き、弥生と三人で男談義で飲み明かす。
サークルに新一年の女子が入って以来、男子からの扱いが変わったことを愚痴るはるかたちだったが、それでなくても、大一がいなくなってからはるかは恋愛に燃えることができないでいた。冬の訪れたある日、亀田は歓楽街で殴られていた男を介抱した。大一だった。大一は先輩に騙され、借金を膨らましていた。イブの夜、はるかは大一を探し当てる。だが、困窮した生活を送る大一、充実しない学生生活を送るはるかは、お互い意地を張り合い、別れるばかりだった。25日、はるかはサークルの合宿にゲストで呼ばれた三浦と再会する。
三年の冬、はるかは見習い弁護士となった三浦と順調な交際を続けていた。イブの夜、三浦は指輪を渡し、はるかは受け取った。その帰り、広大を連れた大一に出会った。ようやく広大と暮らすことを認めてもらえたことを聞いた。後にはるかは就職活動の中でまた大一と再会する。あるゲームソフト会社で才能を買われ、生活も立て直しつつあるとのことだった。しばらくして、はるかは妊娠の可能性に気付く。三浦はこれを聞き、正式なプロポーズを決意した。しかし三浦は、はるかのどこか晴れない様子が気になった。三浦は大一を訪ね自分の意志を伝えたが、大一は特に引き止めるようなことはなかった。三浦は鶴岡家を訪ねた。ちょうどそのとき妊娠ははるかの勘違いであったことが判明した。正直ホッとするはるかだったが、三浦は心に決めた通り、修造から婚約の了承を得た。一方その頃、抄子は妊娠していた。服部との不倫の子だった。服部には生活を壊す気はなく、抄子に堕ろすことを迫るが、抄子は自分の体に宿った命が愛しくてならず、迷惑はかけないと出産を望んだ。
大一は広大と遊園地に行くのにはるかを誘った。帰り際、これまでを乗り越えられたのははるかのおかげで、三浦と結婚しないで欲しいと伝えるが、はるかはもう遅いと返す。あくる日、大一は広大のおさがりを届けようと思い、抄子のマンションを訪ねた。が、服部の妻の嫌がらせで、部屋はメチャメチャに荒らされていた。ショックで抄子は流産してしまう。病院にかけつけたはるかに、抄子が目覚めた後、大一は三浦との結婚や就職活動について言葉をかけた。はるかは前向きな返事をしたが、実際には三浦の親族の醸し出す雰囲気や上品さには若干の違和感をぬぐえず、就職活動もどちらかというと周囲に流されるように続けていた。そのとき大一は社長からニューヨーク転勤の話を持ちかけられており、はるかの返事で決心がついた。
就職後に思いを馳せる自分と、いち早く弁護士の良き妻となることを望む三浦。気持ちのすれ違いが募り、ついにはるかはいたたまれなくなり、婚約を白紙にと申し出た。その日からはるかは、人が変わったように熱心に就職活動に取り組み出した。しかし友人が次々と内定を決める中、はるかは取り残されつつあった。ある日大一と書店でバッタリ会った。大一がまもなくニューヨークに発つことを聞き、婚約解消のことを伝えられなかった。大一と別れた後、はるかは大一の作品を載せていた童話雑誌を目にし、自分の求めているものはこれではないかと思い出す。はるかは雑誌の出版元を訪ね、求人に応募した。帰り道、子供の頃大一の作品に感動した自分は、心の底に流れるものが同じであることを自覚し、大一がニューヨークに発つ前に、自分の気持ちを伝えておこうと思った。抄子は憔悴した自分を世話してくれた大一に、抄子独特のある種の感情が芽生えていた。はるかが大一に会いに行くことを知ると、大一を渡したくないという思いから、三浦に告げ口した。
婚約を破棄して間もないというのに大一に会いに行くはるかに三浦は怒り、大一のもとに向かうはるかを強引に自分の運転する車に乗せる。しかし、はるかは止める三浦を振りほどき、再び大一のもとに向かおうとする。三浦は行かせまいとはるかの方に車を向けたが、運転を誤り自損事故を起こした。幸い三浦は無事だった。約束を3時間過ぎて待ち合わせ場所にたどり着いたが、大一はいない。大一のマンションに行ってみると、大一が帰ってきたが、広大がいないという。抄子が大一に黙って連れ出したらしかった。抄子のマンションで抄子と広大を発見したが、抄子ははるかは自分の愛するものを奪っていくと責める。はるかはそうではない、大一とはもう何ともないと答え、その場をおさめた。大一に本当に言いたいことは言えなかった。
弥生は最後のチャンスを作れないかと大一の会社を訪ねた。はるかをニューヨークに連れていかないのかと尋ねると、はるかは童話出版を目指しているから自分が誘っても来ないだろうと答え、弥生も確かにその通りだろうと認めた。はるかが応募した童話雑誌の会社から夜遅くに採用の通知が来た。翌朝、大一から電話がかかってきた。すでに空港にいるという。はるかは希望の会社に受かったことを言い、二人は大一が帰国する3年後について多くは語らず、ただ励まし合って電話を切った。はるかにも卒業の日が訪れた。5月には弥生と亀田、修造と菊島が結婚式を上げた。3年後。抄子は普通のサラリーマンと結婚した。はるかは仕事で訪れた青南大学で、帰国しはるかの所在を聞いて来た大一と再会した。はるかが学生のときと変わらない二人の会話が始まった。

## 登場人物
鶴岡はるか：内田有紀
女子高育ちでオクテ。高校時代はバドミントン部のキャプテンとして練習に明け暮れた。意識する男性とうまく話すことができない。就職率がいいということで物理学科を選んだ。
桑田大一：萩原聖人
大学に出入りし、イベント開催やテスト対策などで学生相手の商売に励む学外者。交流の幅が広く、面倒見がよい。一方で、金のことになるとがめつい、年齢的に不相応な広大という息子がいるなど、謎が多い。かつて三浦と同級の優秀な法学部学生だった。妻広子は大一の高校の美術教師で、付き合うまでに大一は17回アタックした。大一が大学1年の冬、体の弱かった広子は広大を産んですぐに死去した。その際、多額の入院費が借金として残った。広子の両親は普段広大を預かっており、経済的基盤のない大一が広大を育てることに難色を示している。はるかが小学6年のときに読んで感動した童話は、実は大一の作品だったという縁がある。
立原抄子：遠山景織子
はるかの物理学科のクラスの女子は二人だけで、もう一人が抄子だった。抜きん出た美人。開業医の裕福な家庭に生まれるが、両親は離婚。愛情への渇望があり、愛情を得るためにならどんな駆け引きもいとわない。前後の見境のない行動に出ることさえままある。
西村弥生：西尾まり
はるかと高校の同級生で、愚痴を聞き合う仲。法学部。はるかとは同じ高校(女子校)出身だが、はるかとは違って恋愛には積極的で、高校時代に亀田と婚約を交わしたが、そっちのけで大学での恋愛を謳歌する。
石橋友則：濱口優
はるかの物理学科のクラスメイト。はるかに憧れを持つが、相手にされない。言ってみればブ男だが、気のいい人物。
菊島緑：早勢美里
法学部の勤勉な学生。はるかと同年齢。経済的に苦しいが、司法試験を目指している。
三浦雅彦：細川茂樹
法学部4年。プロスポーツクラブ代表。成績優秀、容姿端麗、誠実な性格で、女子学生の憧れの的。
鶴岡真弓：榎本加奈子
はるかの妹。中学3年。仲のいい姉妹だが、姉とは対照的にマセた性格。
服部春洋：渡辺いっけい
物理学科の有能な若手の助教授。目立ちたがりやで、オシャレには気をつかう。女子学生にはただならぬ関心を抱く。
亀田浩実：大和武士
寿司亀の職人。弥生に一途。
鶴岡修造：橋爪功
はるかの父。カタい性格。法学部教授。3年ほど前に妻を亡くし、男手一つではるかと真弓を育てる。修造の講義にははるかが出席することもある。
嶋義夫：佐藤慶
嶋冴子：柳川慶子
西村誠治：でんでん
弥生の父。
西村富子：松本じゅん
弥生の母。
三浦通子：高林由紀子
雅彦の母。
三浦英彦：佐々木勝彦
雅彦の父。

## 主題歌
- 幸せになりたい
  - 歌・内田有紀
    - 作詞・作曲：広瀬香美、編曲:本間昭光

## スタッフ
- 脚本：西荻弓絵
- 音楽：中村幸代
- プロデュース：磯山晶
- 演出：吉田秋生、土井裕泰、片山修

## 放送日程
| 各話   | 放送日        | サブタイトル | 演出     |
| ------ | ------------- | ------------ | -------- |
| 第1話  | 1996年1月12日 | 入学         | 吉田秋生 |
| 第2話  | 1996年1月19日 | 外泊         | 吉田秋生 |
| 第3話  | 1996年1月26日 | デート       | 土井裕泰 |
| 第4話  | 1996年2月02日 | ホテル       | 土井裕泰 |
| 第5話  | 1996年2月09日 | 父の恋       | 吉田秋生 |
| 第6話  | 1996年2月16日 | 経験         | 吉田秋生 |
| 第7話  | 1996年2月23日 | 別れ         | 片山修   |
| 第8話  | 1996年3月01日 | 再会         | 土井裕泰 |
| 第9話  | 1996年3月08日 | 告白         | 土井裕泰 |
| 第10話 | 1996年3月15日 | 運命         | 吉田秋生 |
| 最終話 | 1996年3月22日 | 卒業         | 吉田秋生 |